# Вроцлавський зоопарк
Зоологічний сад у Вроцлаві ( Zoo Wrocław ) — зоологічний сад, розташований за адресою вул. Wróblewskiego 1–5 у Вроцлаві, відкрито 10 липня 1865 року. Це найстаріший  зоологічний сад у Польщі на нинішніх польських територіях. Площа саду становить 33 га. Офіційна назва саду Zoo Wrocław Sp. z o. o.  Наприкінці 2015 року Вроцлавський зоопарк представив понад 10 500 тварин (не враховуючи безхребетних) із 1132 видів  (третій зоопарк у світі за цим показником). Це п'ятий за відвідуваністю зоопарк у Європі  з щоденним рекордом 28 відвідувань 300 осіб.

## Історичні будівлі Вроцлавського зоопарку
Будівельна інфраструктура саду включає кілька цінних об'єктів, що представляють історизм та еклектику ХІХ ст. Більшість будівель періоду заснування зоопарку є роботами архітекторів Карла Шмідта та Альберта Грау.
- Ведмежа вежа - побудована в 1863/64 роках, будівля з червоної цегли, спочатку, згідно з назвою, тут були присутні ведмеді, в 70-80-х роках. Кабани і вовки в 20 столітті, сови на початку 21 століття.
- Будинок великих хижаків - цегляний, 1874/75 рр. З моменту заснування і до сьогодні тут виставлялися великі котячі, а з початку 21 століття все більше їх переміщували до нових вольєрів.
- Слонярня - заснована в 1888 році, цегляна будівля. Окрім слонів, тут були представлені також бегемоти та носороги, тому в німецькі часи його називали «Будинком товстошкірих». Зараз тут водяться слони, нільські бегемоти, карликові бегемоти та антапіри. Призначення цієї споруди не зазнало значних змін з початку її існування.
- Будівля ресторану 1885 р., цегляна. Нині герпетарій.
- Альтанка мавп, цегляна, була побудована в 1887 році в мавританському стилі. Вона зберегла свою початкову функцію донині, за винятком того, що значна частина мавп зараз виставлена в кількох молодших павільйонах і вольєрах.
- Пташиний павільйон 1889 року зберіг свою функцію донині.
- Будинок нутрій - одна з небагатьох довоєнних дерев'яних будівель зоопарку. Він був заснований не пізніше 1890 року і ніколи не змінював свого призначення відповідно до назви.
- Дерев'яні ворота в японському стилі, побудовані в 1912 році, розташовані в огорожі зоопарку, що виходить на південь, на набережній Одера. Це один із входів у сад (відкритий до 1960-х років і з 2009 року)
- Прогони та притулки для ведмедів і тюленів, побудовані в 1937/38 роках.
- Вольєр і притулки для бабуїнів, побудовані в 1939 році з блоків кам'яновугільного граніту зі Стшегома. Він не змінив своєї долі. У 2010 році тут мешкало близько 50 павіанів масаї.
- Довоєнний павільйон, спочатку населений страусами, нині ему, журавлями та марабутами.
- Довоєнна будівля, спочатку господарська, близько 1955 року перебудована в рибний павільйон з акваріумами, які виконує і понині.
- В’їзна брама 1935 року, розроблена Річардом Конвіарцем, є модерністським перефразом Бранденбурзьких воріт у Берліні.

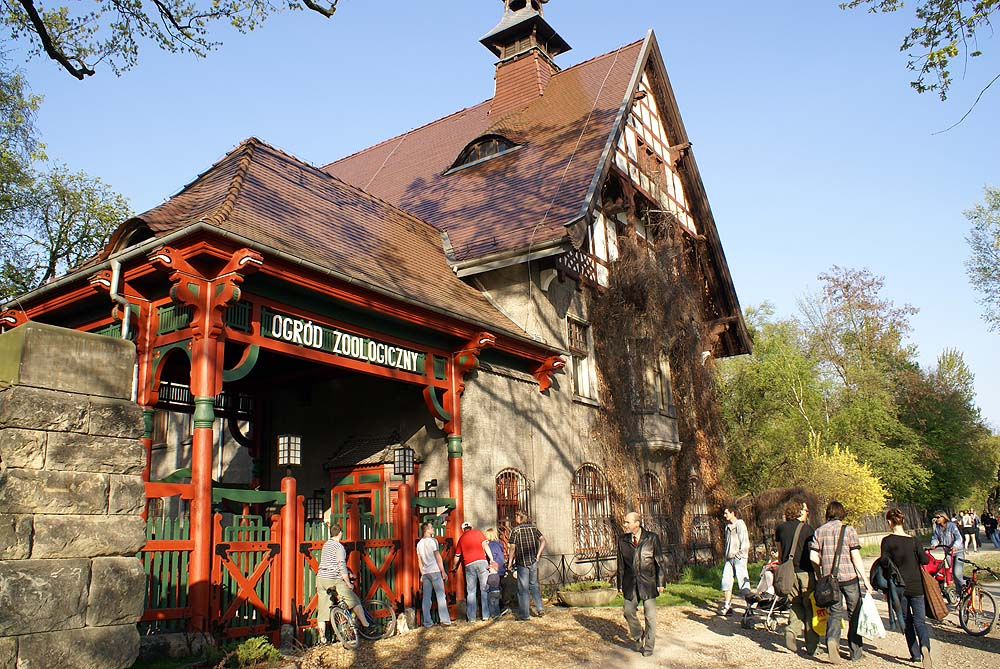
«Японські ворота» - літній вхід з боку річки Одер
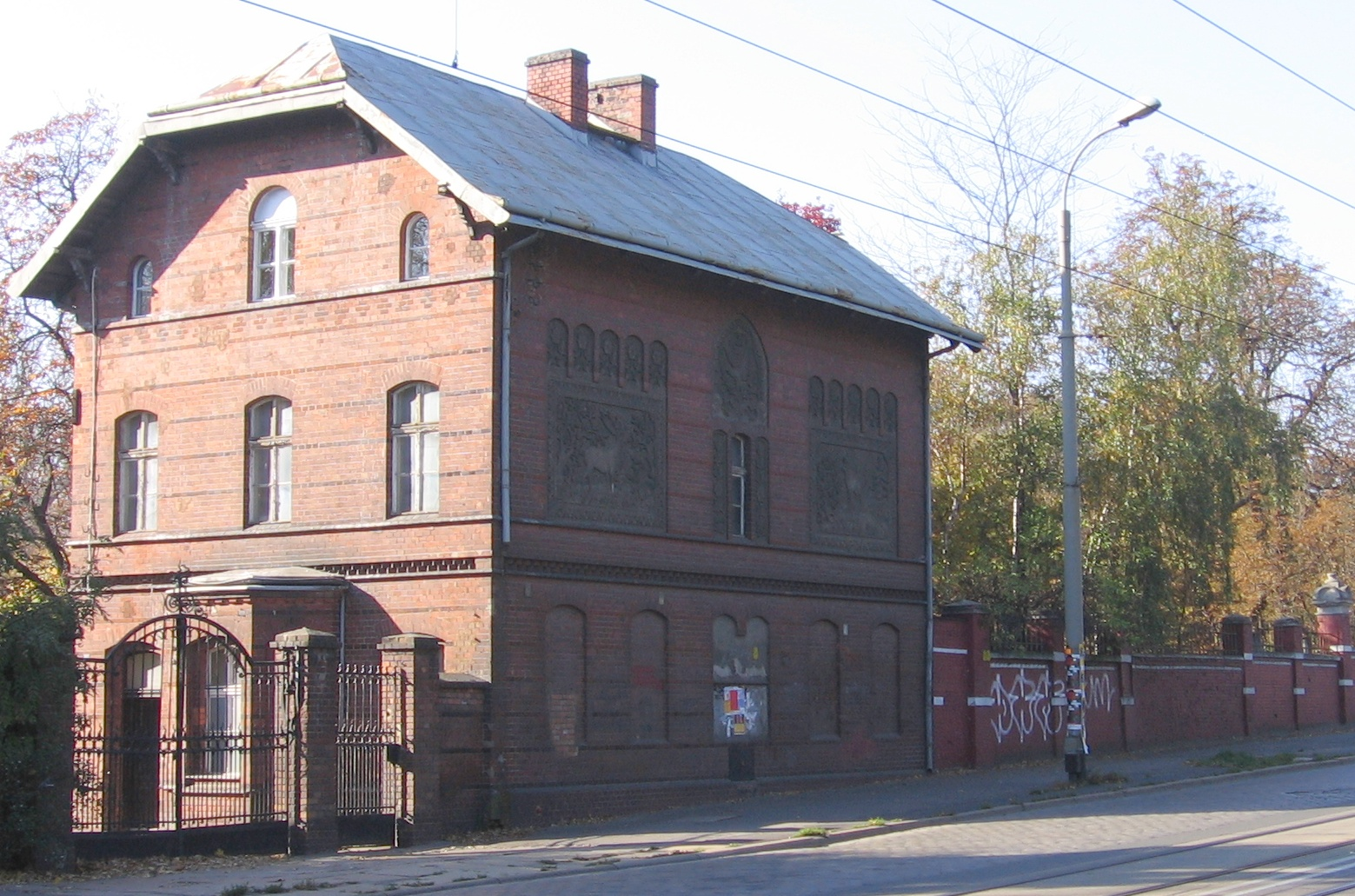
Старий вхід до зоопарку - біля Звєжинецького мосту
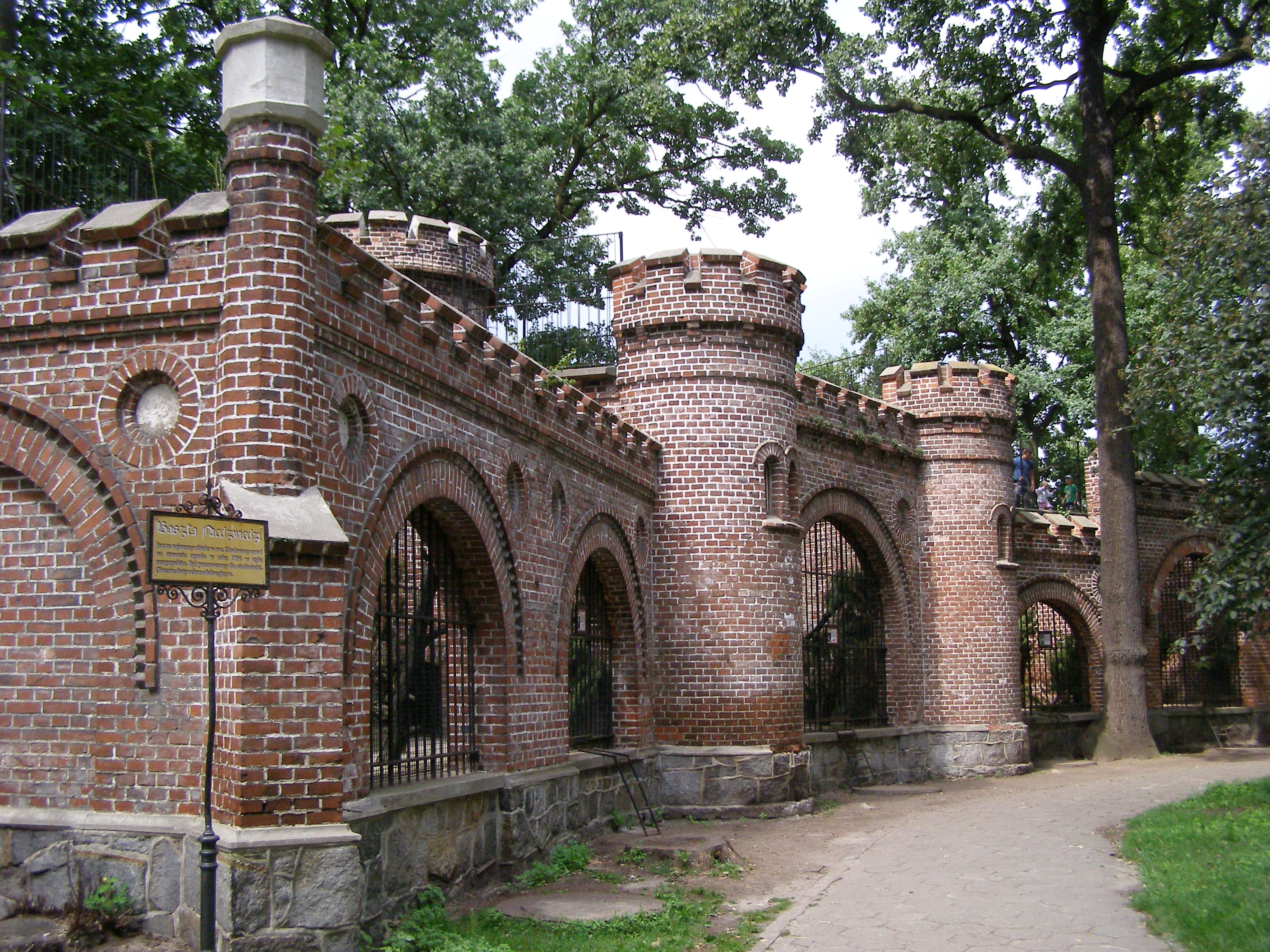
«Ведмежа вежа» - історичні клітки
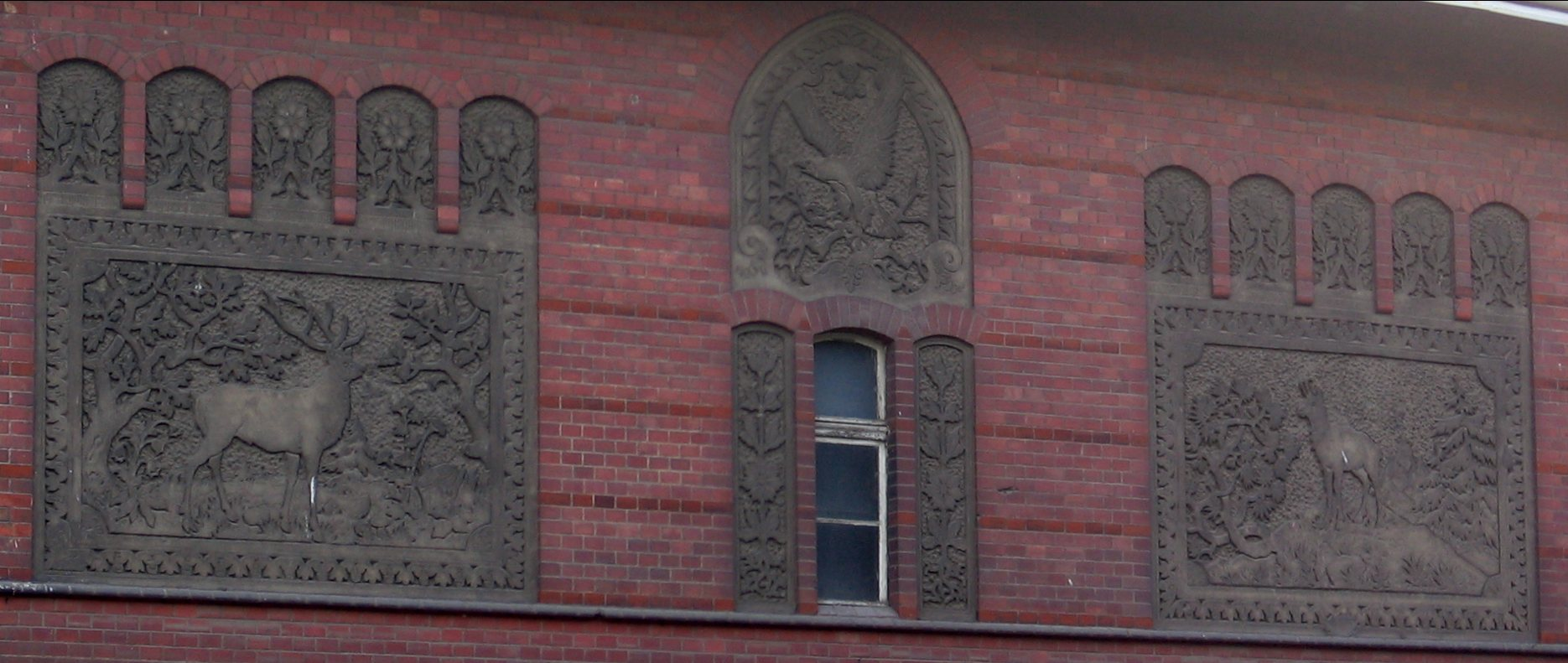
Барельєфи на будинку біля старого входу
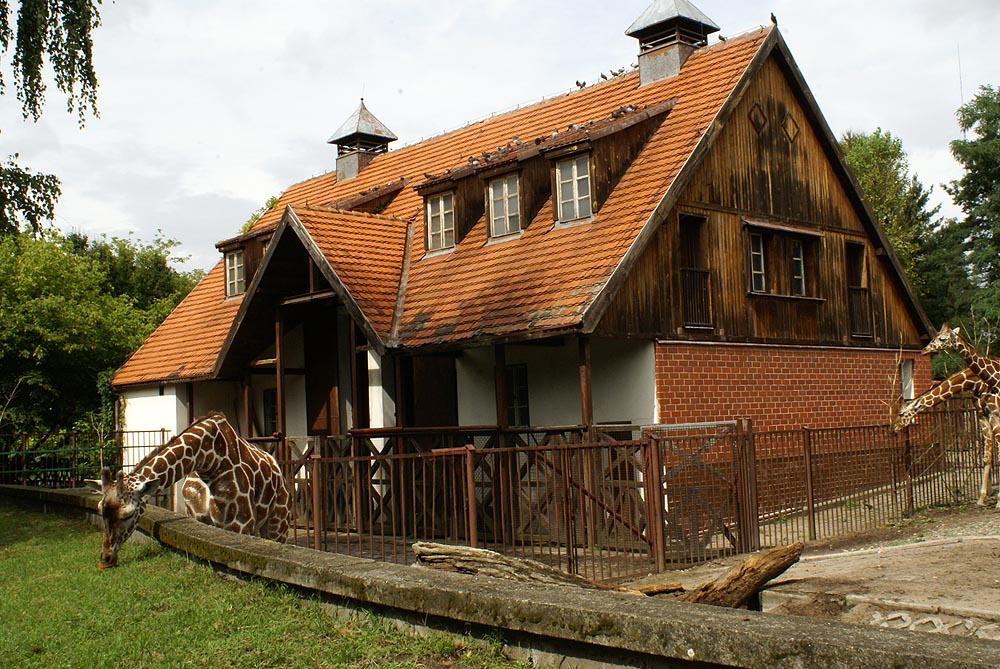
Будинок жирафа
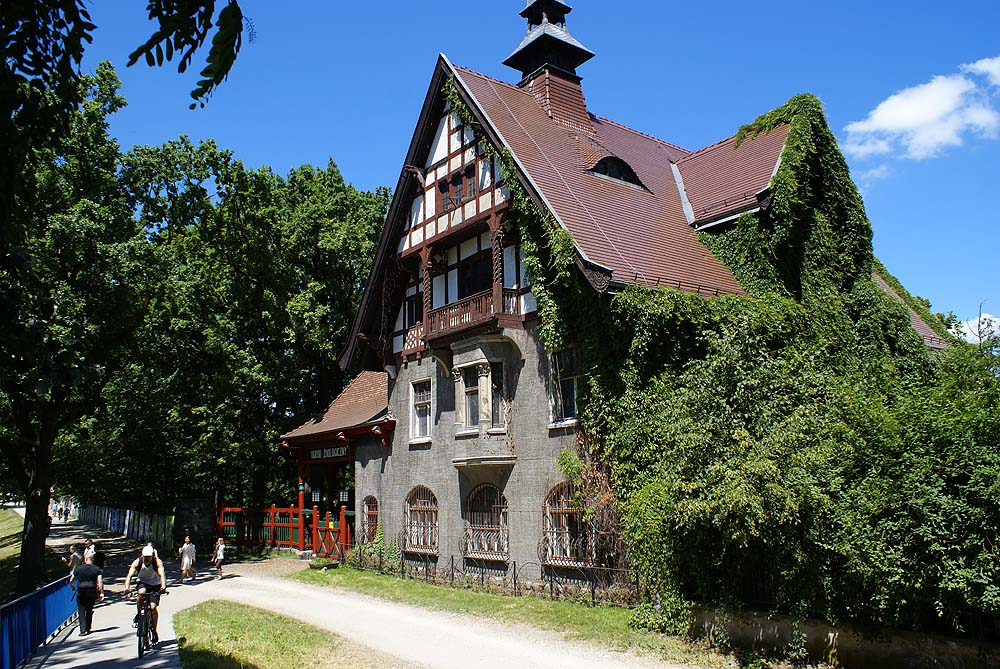
Будівля дирекції Вроцлавського зоопарку
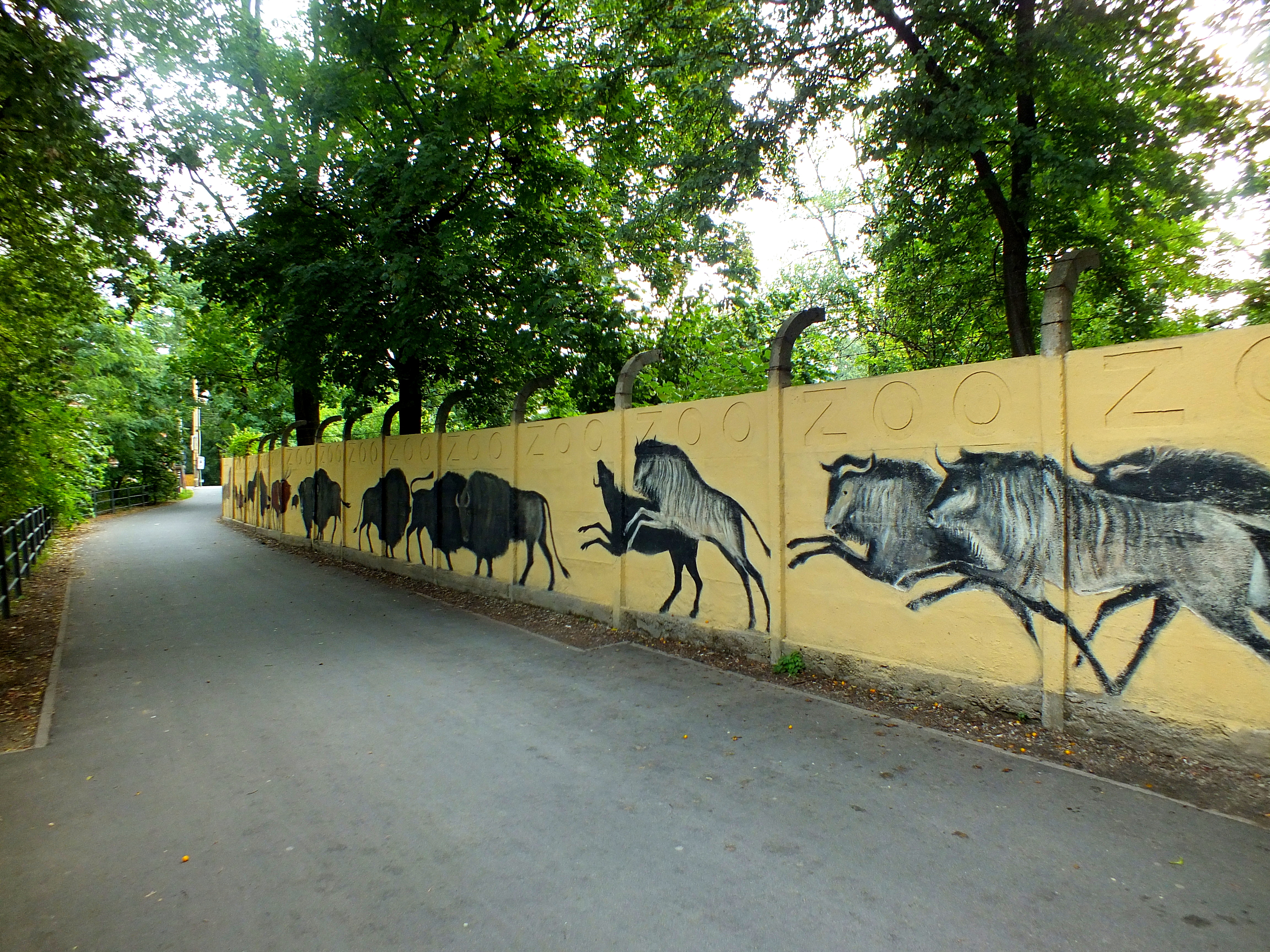
Мурал Єжи Волошиновича на огорожі зоопарку
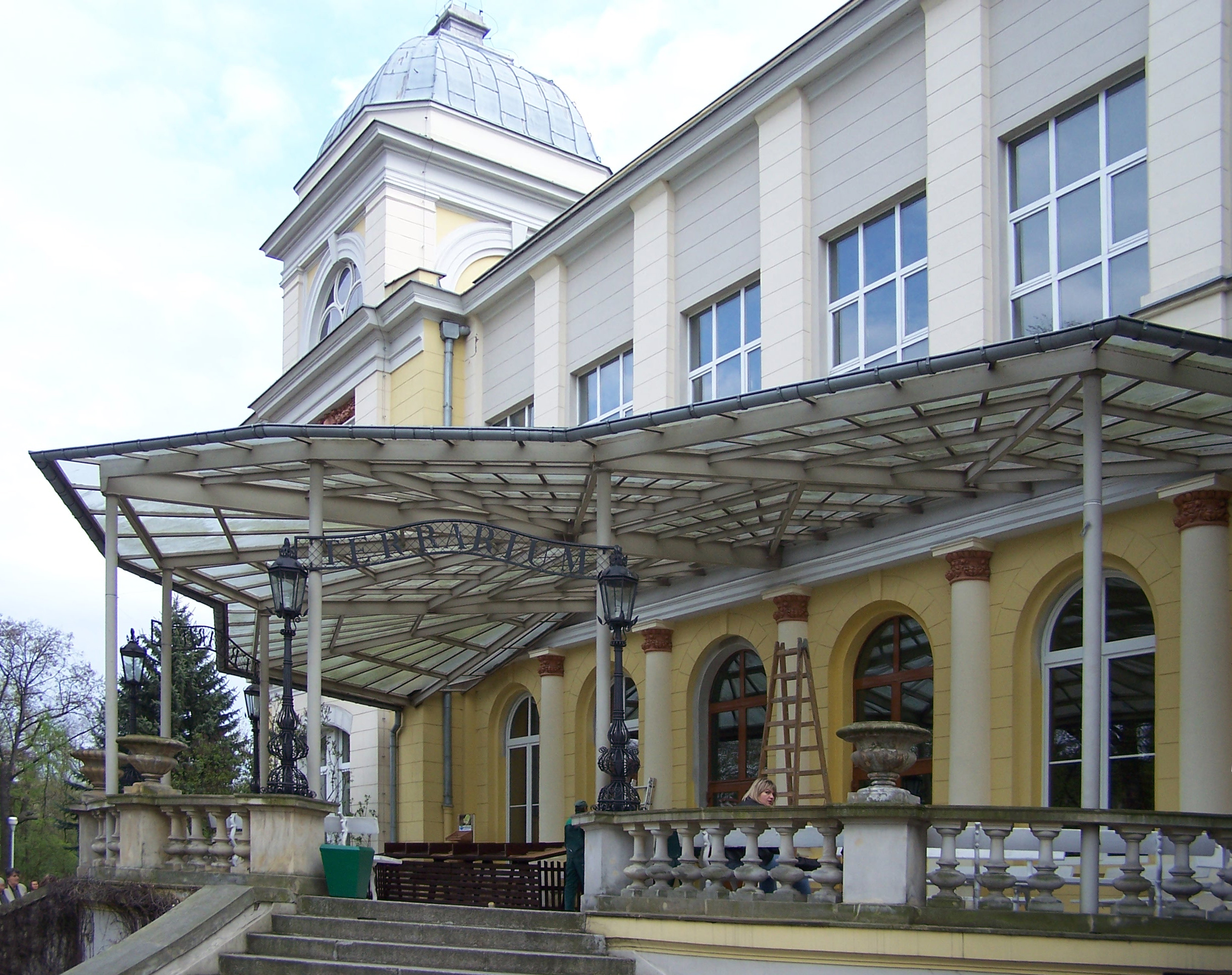
Тераріум

## Історія саду та його керівників

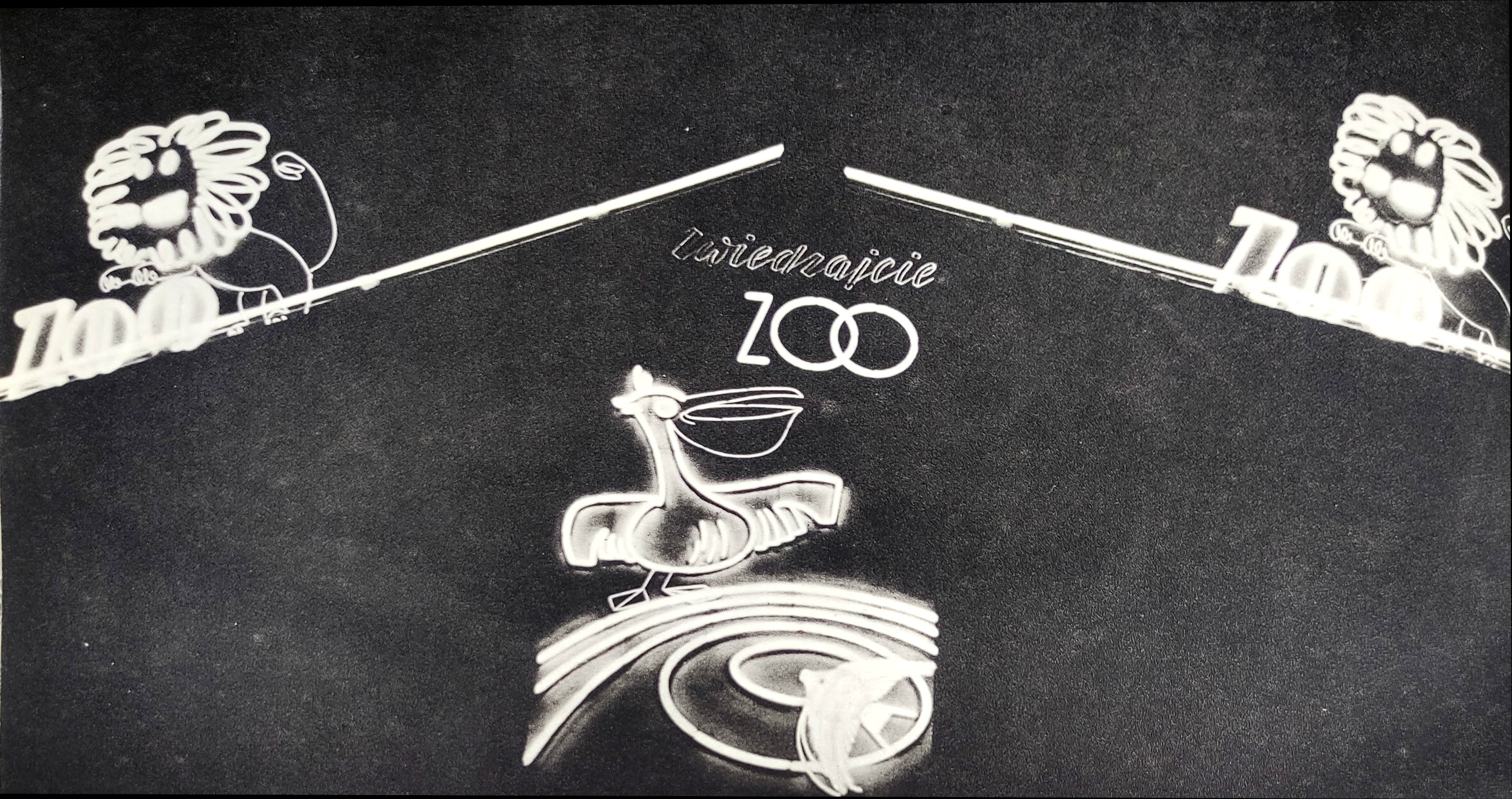
Неонові вогні саду після сутінків

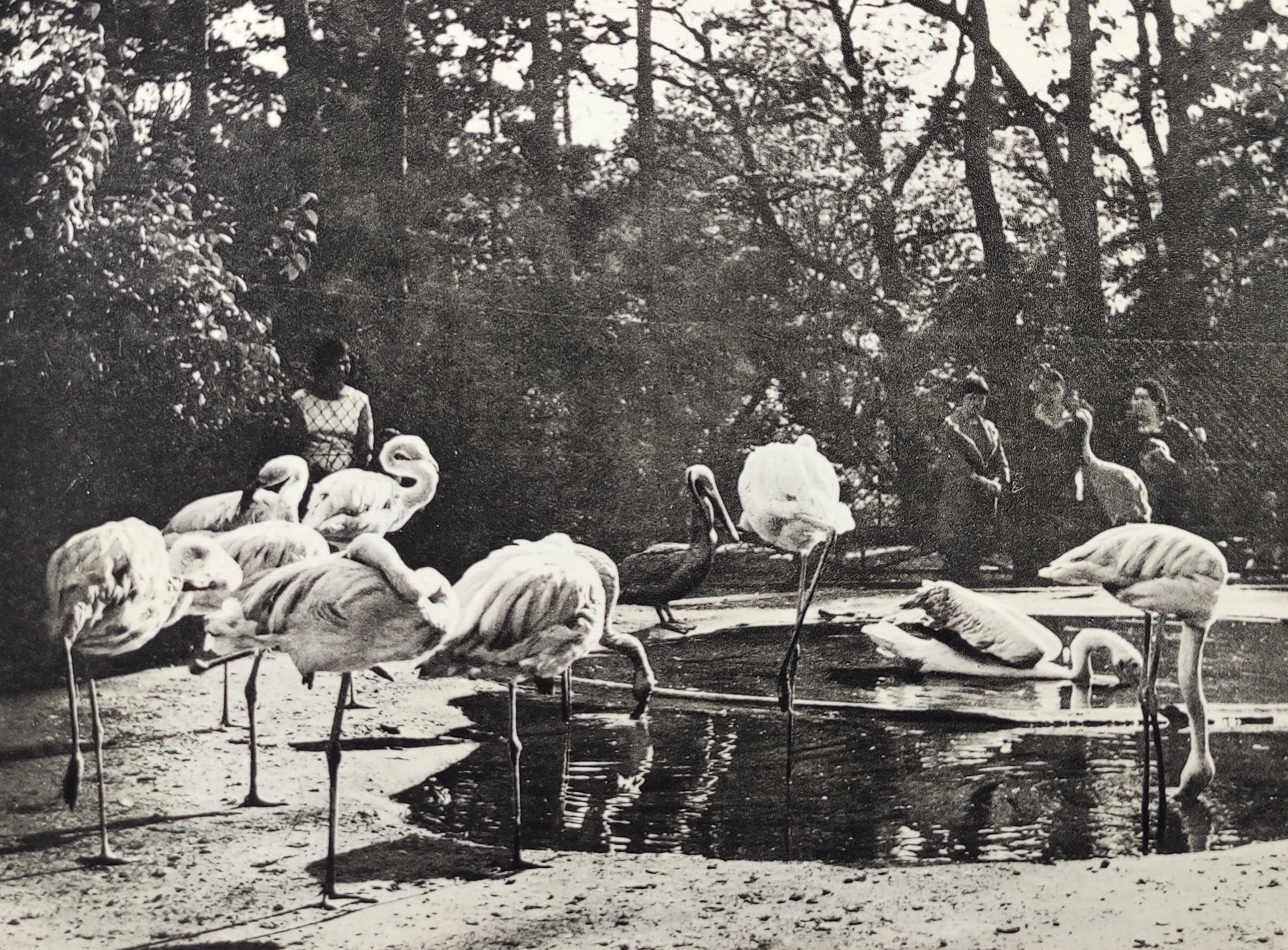
Фламінго, 1960-ті

Вроцлавський зоопарк існує з 1865 року і донині з двома короткими перервами (не працював у період з 1921 по 1 травня 1927 року через зубожіння міста та німецької держави після Першої світової війни ; територія зоопарку тоді була парком, він також був закритий з квітня 1945 р. по 18 липня 1948 р. у зв'язку з блокадою Вроцлава та ліквідацією тварин).

### Франц Шлегель(1864–1882)
З ініціативи мера Вроцлава д-ра. Юліуса Ельвангера  в 1863 році розпочав роботу організаційний комітет з будівництва зоопарку. Міська влада надала землю під запроектований сад. Зоопарк спроектував Карл Людекке. Сад був створений в районі іподрому, у віддаленій і безлюдній зоні парку Щитницького, куди можна було дістатися з міста на омнібусах і кораблях по Одеру. Під час будівництва, у 1864 році, директором став доктор Франц Шлегель, натураліст і лікар. Після двох років будівництва 10 липня 1865 року сад було відкрито. Тоді було виставлено 189 тварин, у т.ч лані, лами, ведмеді, козулі, страуси, верблюди, вовки та одна зебра ; значну частину (165 екз.) становили подарунки мешканців Вроцлава та околиць. У той час також не було постійних виставкових павільйонів чи загонів, більшу частину інфраструктури становили сараї та стайні, за словами Кароля Лукашевича, польського післявоєнного директора Саду , «леви, тигри та леопарди тимчасово жили у цирковому вагоні». Завдяки зростанню популярності саду зріс і його дохід, що дозволило розширити як обладнання саду, так і придбати нові екземпляри. Були й подарунки, в тому числі від польських магнатів, за словами Лукашевича , «князь Сулковський з Ридзіни пожертвував двох кабанів, Чарторийський — оленя, Пусловський зі Слоніма — рись». У 1875 році в зоопарку було близько 800 екземплярів; найціннішою покупкою першого періоду існування саду був індійський слон, який був куплений у 1873 році за 450 фунтів стерлінгів того часу; цю суму, враховуючи купівельну спроможність, можна порівняти з 200 000 фунтів стерлінгів у наш час. Він прибув до Вроцлава потягом зі Щецина (раніше їхав із Лондона кораблем) 14 вересня 1873 р. і, викликавши сенсацію серед мешканців, проїхав на спеціальному візку з шістьма кіньми вулицями пл. Новий Тарг, острів Пясек, Тумський острів, Щитницька, Тіргартенштрассе ( Кюрі-Склодовська ) та міст Звежинецького відійшли до спеціально створеної садиби. У міському конкурсі на нову назву фаворитом був «Теодор»; він прожив у Вроцлавському зоопарку п'ятнадцять років, до 1888 року.
Оскільки спосіб збору коштів для купівлі слона – розіграш – був успішним, у наступні роки їх було оголошено більше, для купівлі тигрів і гепардів у 1875 році та для купівлі антилоп у 1878 рік. У 1876 році в зоопарку стали влаштовуватися тимчасові покази представників племен, що живуть далеко від сучасної цивілізації. Запрошені групи екзотичних спільнот демонстрували фольклор і побут свого племені. Шоу користувалося великою популярністю і проводилося до Першої світової війни.

### Герман Штехман(1882–1900)
Директор Шлегель помер у 1882 році, його наступником став Герман Штехман. За час його правління сад швидко розширювався, кількість тварин перевищила 1600 голів, і донині були побудовані цегляні павільйони: для товстошкірих тварин (слони, бегемоти, носороги) у 1887-1888 роках і вольєр (1889 рік). Усі ці об’єкти зараз мають історичну цінність, хоча й досі використовуються за цільовим призначенням. Під час його правління сад збагатився численними, часто надзвичайно екзотичними тваринами. У 1894 році в Ліверпулі був придбаний екземпляр горили, який ще дуже мало вивчений і викликає повагу і емоції. Це була самка Pussi ; вона прожила у Вроцлаві аж 7 років, що було рідкісним досягненням Вроцлавського саду того часу в інших зоопарках. У своєму заповіті Штехманн заповів значну суму грошей Вроцлавському зоопарку — 38 000 марок (кілька років до цього цінну й рідкісну горилу було придбано за 2400 марок).

### Фрідріх Грабовський(1900–1929)
Після Штехмана керівництво садом перебрав мандрівник і натураліст Фрідріх Грабовський. До Першої світової війни сад користувався зростаючою популярністю і, як наслідок, зростаючим доходом. Також тривали тимчасові шоу екзотичних спільнот, у тому числі шоу групи арабів з Тунісу, під час якого за день зоопарк відвідала 41 тис. відвідувачів. Це найбільша щоденна кількість відвідувачів за всю історію німецького та польського зоопарків. Також організовувалися тимчасові покази екзотичних тварин, видів яких не було серед постійних мешканців саду. Грабовський також організовував проекти із залученням людей, які були започатковані у 1876 році. Саме в день одного з таких шоу, в якому брали участь бедуїни - 3 липня 1904 р. - був побитий щоденний рекорд відвідуваності Саду: 41,5 тисячі відвідувачів. Подібні проекти припинилися в 1914 році.
Час Першої світової війни та перші роки після її закінчення призвели до смерті більшості (90%) тварин від недоїдання спричинили серйозну фінансову кризу у Вроцлавському саду та змусили продати всіх тварин іншим об’єкти в Німеччині: сад було закрито 1 квітня 1921 року, а 7 травня того ж року були вивезені останні тварини. Відтоді територія Саду та його будівлі слугували мешканцям місцем відпочинку та різноманітних розважальних заходів, але Breslauer Zoologischer Garten Aktiengeselschaft не збанкрутувало (серед іншого, завдяки безвідсотковій позиці). від міста), а його директор не полишав спроб відновити принципово важливу для профілю цієї компанії діяльність. Ця діяльність була успішною: на рубежі квітня-травня 1927 року, коли до Вроцлава десятком залізничних транспортів було доставлено 1850 тварин 480 видів, а потім, 1 травня, Сад відновив свою діяльність. За вісім місяців до кінця 1927 року було зафіксовано 520 тис. відвідувачів, що стало величезним особистим успіхом режисера Грабовського. Новий сад був збільшений на 3 гектари і перенесений в нього як головну визначну пам'ятку тоді єдиного ламантину в європейських зоопарках.

### Ганс Гонігман(1929–1934)
За часів управління Хонігмана місто вже володіло більшою частиною акцій Саду, тому наступна економічна криза, яка вразила Німеччину, і подальший спад суспільного інтересу не призвели до необхідності закриття зоопарку. Проте настали часи нацистської кампанії проти євреїв та осіб єврейського походження; У цій несприятливій атмосфері режисер Хонігман вирішив емігрувати до Лондона.

### Мартін Шлотт(1934–1946)
Незадовго до Другої світової війни він призвів до розширення вольєрів і кімнат для антилоп, зебр і жирафів, скельного вольєру для павіанів (1939, побудований із граніту зі Стшегома), басейнів для тюленів і морських левів, вольєрів для ведмедів (1937/38). На той час у зоопарку було майже дві тисячі тварин.
Перетворення Вроцлава на фортецю ( Festung Breslau ) і боротьба за його захист призвели до руйнування багатьох будівель і загибелі більшості (близько 85%) тварин у саду. Не було корму, необхідного для годівлі великих особин, необхідних господарській худобі та тваринам, які служили у Вермахті, багато тварин загинуло під час обстрілу місцевості, загинуло, вирвавшись із розбитих кліток, загинуло через руйнування системи опалення павільйону під час боїв. у поєднанні з розбиттям вікон і залишенням великих м’ясоїдних тварин і слонів, проте це могло загрожувати німецькому населенню та солдатам, якщо б вони були звільнені, тому їх було розстріляно за наказом влади в середині лютого та 30 березня. Доктор Герберт Крекер із Вроцлава, який супроводжував групу саперів, які ліквідовували тварин, так описав убивство хижаків:
| | Мабуть, вірячи, що їм буде чого поїсти, і раді знову побачити людей, вони довірливо підійшли до рову, але перший постріл уже пролунав. Куля ковзнула по густій шерсті, і з рани потекла цівка червоної крові. Друга куля влучила в центр голови. З його ніздрів і рота хлинув струмінь крові завтовшки з людську руку, він загойдався, упав, останні тремтіння, і все скінчилося. Інші бурі ведмеді стояли там на двох лапах, але, почувши та побачивши, що відбувається, відступили до своїх норок. Тільки за допомогою палиць і великої кількості хитрощів вдалося виманити їх знову. Ще одна заспокійлива куля, куля в голову, іноді ще одна, як благодатний удар, і ті жахливі стогони й рики стихли. [...] Рев смертельно поранених тварин порушив тишу. Усі білі ведмеді в останніх судомах повільно котилися в рів. Тепер решта азійських чорних ведмедів стояла перед нами, благаючи нас, благаючи нас. Але це було марно. Ми ходили до левів, леопардів, тигрів і гієн. Така ж сумна драма. Їх убили впритул і по одному. Вони намагалися захищатися від куль, махаючи великими лапами. Ці королівські тварини впали мертвими до наших ніг. У нас не було іншого виходу. |
| — Річард Харгрейвс, Остання фортеця Гітлера: Бреслау 1945 \| видавець = Видавництво Ребіс \| місце = Познань \| рік = 2021 \| сторінки = 228-229 \| isbn = 978-83-8188-052-7 | |

Збитки були і після капітуляції міста, внаслідок дій радянських солдатів і місцевих мародерів, які шукали в зоопарку м'ясо. Деякі з тварин, у тому числі вивезені в села поблизу Вроцлава (наприклад, трирічний нільський бегемот Лорбас, про якого писав Войцех Жукровський у «Дочці», а також Лев Астор), пережили війну. Загалом війну пережило 300 осіб. У червні 1945 року сад було ліквідовано, а тварин передали до зоопарків у Познані, Лодзі (понад 100 екземплярів) і Кракові, звідки деякі повернулися до Вроцлава після відновлення роботи зоопарку.

### Кароль Лукашевич(1947 –1966)
Після приєднання Вроцлава до Польщі він став організатором і першим польським директором Вроцлавського зоопарку. Він був відкритий 18 липня 1948 року в рамках Виставки відновлених територій, і на той час тут були тварини 60 видів представлені 150 тваринами, у тому числі 84 особини з Вроцлавського саду німецьких часів. Лукашевич майже з нуля відновив колекцію тварин, відреставрував зруйновані будівлі, і в 1956 році завдяки його зусиллям зоопарк отримав велику територію, що примикала до існуючої території Саду зі сходу, майже вдвічі збільшивши його площу (з 14 га до 26 га). Під час Виставки відновлених територій у 1948 році він зробив деякі з будівель доступними для павільйонів цієї виставки, напр. в нинішньому тераріумі був «Сільський павільйон».
Під час правління Лукашевича вперше в історії цього саду (1951 р.) було відкрито акваріум із 130 видами риб (для цього використовувалися перебудовані післянімецькі господарські будівлі). Саме тоді в Польщі з’явилися перші екземпляри деяких тварин, у тому числі орангутангів (приблизно 1952), жирафів (1962) та носорогів з Африки (1966), а також був опублікований перший путівник зоопарку в польській історії саду (1956). З 1948 по 1965 рік Зоопарк також видав близько 60 різних видань, у тому числі наукових. У 1948 році було зафіксовано 300 тис. відвідувачів, а в 1954 році Вроцлавський зоопарк мав найбільшу відвідуваність у світі серед зоопарків.

### Антоні Гуцвінскі(1966–2006)
З 1965 року по 31 грудня 2006 року головним директором Саду був  інж. Антоні Гуцвінські, який керував ним разом зі своєю дружиною Ганною. Популярності Саду багато в чому сприяла програма « З камерою серед тварин », яка з 1971 року безперервно виходить на державному телебаченні. Під час правління Гуцвінських, напр. великий вольєр для хижих птахів при вольєрі (1971), павільйон для людиноподібних мавп (близько 1975), сучасний вольєр для тигрів (2002). Для дітей встановили вольєри з домашніми тваринами, яких відвідувачі могли помацати та погодувати, а частину тварин випустили на огороджену площу. в 1970 році Гуцвінський привів до прийняття закладу у Вроцлаві до Міжнародної спілки директорів зоопарків (у 2000 році ця організація була перейменована на Всесвітню асоціацію зоопарків і акваріумів). На 1 січня 1971 року Вроцлавський зоопарк мав площу 30 гектарів і 2498 тварин, які представляли 528 видів, а в середині 1980-х рр. понад 7100 тварин із 600 видів. Через десять років налічувалося 680 видів, а кількість екземплярів зменшилася до 5300. Кількість відвідувачів у 1970 році становила 479 тис. людей.
Наприкінці 2006 року директор Гуцвінський був звільнений і пішов на пенсію.

### Радослав Ратайщак(з 2007 по 28 лютого 2022)
Він виграв конкурс на посаду директора зоопарку у Вроцлаві і з січня 2007 року замінив Антонія Гуцвінського у Вроцлаві. Новий директор активізував модернізацію саду, спрямовану на покращення умов утримання тварин та подальше розведення зникаючих тварин. Відкрито новий вольєр для бурих ведмедів, акваріум для тюленів, острови лемурів, пагоду гібонів і будиночок для метеликів. У 2010 році був відкритий Павільйон Мадагаскару, де представлена фауна і флора цього острова, і Павільйон Сахари. У квітні 2012 року був відкритий вольєр для рисей і диких кішок, розташований в європейській частині саду, а в жовтні того ж року для публіки був відкритий павільйон Terai - будівля індійських носорогів, китайських мунтжаків, гібонів. і желаранги (білки з довжиною тіла з хвостом понад 100 см). Найбільша інвестиція почалася в квітні 2012 року, це будівництво Африкаріуму - Океанаріуму, де будуть виставлені тварини, пов'язані з водним середовищем з Африки. У межах цього комплексу басейн, який є найглибшим у світі серед басейнів зоопарку — глибиною 4,5 м, призначений для пінгвінів. У 2012 році Вроцлавський зоопарк і 28 інших європейських садів подали заявки на включення до програми розведення окапі. Рішенням комісії з дев’яти осіб Вроцлавський зоопарк та ще два об’єкти були обрані для розведення цього престижного виду, а з 11 грудня 2013 року в зоопарку перебувають два самці окапі, єдині представники виду в Польщі.
У вересні 2013 року почалося будівництво Одраріуму — комплексу басейнів, що представляють фауну і флору річки Одер. Це перша виставка в Польщі, яка демонструє річкову екосистему. 26 жовтня 2014 року відбулося відкриття Африкаріуму.
Кількість відвідувачів у 2013-2014 роках становила близько 600 000 осіб на рік, у 2017 та 2018 роках Кожен зоопарк відвідало близько 1,6 млн осіб.
У вересні 2015 року в зоопарку стався смертельний випадок, коли суматранський тигр напав на доглядача, який прибирав вольєр.
Завезено нові та рідкісні види тварин, серед яких:
- Ссавці:
  - аардварк, північна мавпа, північний талапоін, сітчастий жираф, Філіппінська миша-олень, жовтогорла куниця, суматранський тигр, вузькогорлий мангуст, лемур Алаотранський, гігантська білка-летяга, білка -летяга, магот, кама, ангольський лев, лівійський аруї, олень Альфреда, месопотамська лань, благородний олень, філіппінська гігантська миша, джеларанг, індійський мунтжак, індійський носоріг, хулман, чубатий олень, африканський морський котик, урсон, довгий їжак степовий вухатий, ґундія, окапі лісова, гібон білощокий, гібон шапочковий, пекарі Вагнера, єхидна австралійська
- Птахи:
  - Червонокнижний журавель, Парапетний журавель, Балійський шпак, Мадагаскарська качка, Байкальська качка, Великий папуга, Плямистий нанду, Червонокнижний тукан, Зебровий в'юрк , Чорномордий нерозлучник, Євразійський качок, еполет, Сапфіровий ара, Філіппінський сич, Токоносий
- Рептилії:
  - слонова черепаха, черепаха Маккорна, храмова черепаха, мангрова змія, чорний варан, яйцевиднонароджуючі, хамелеон Меллера, терекай

Наприкінці лютого Р. Ратайщак подав у відставку та припинив бути президентом Вроцлавського саду.

### Йоанна Каспржак(з 1 березня 2022 р.)
1 березня 2022 року президентом Вроцлавського зоопарку стала Й. Каспржак. У той же час програми розведення тварин були виключені з повноважень президента і передані Мірославу Пясецкєму.

## Селекційні успіхи
У 1897 році у Вроцлаві народився малайський тапір. Це був перший тапір, який народився в історії зоопарку.
16 серпня 2010 року народився самець карликового бегемота. Це друге потомство Ельпунії (привезена з Кракова) і Карлоса (привезена з Парижа ). Першою стала Псотка 7 червня 2009 року народження. Ще одна молода пара карликових бегемотів із Вроцлава - самка Луна, народилася 8 жовтня 2012 року
На початку 2012 року у Вроцлавському зоопарку вилупилося філіппінський сич. Це перше в світі потомство цього виду, отримане за межами Філіппін.
Розведення сітчастих жирафів у Вроцлавському зоопарку розвивається дуже добре. Молоде стадо (самець і 3 самки) вже має 4 приплоди. У квітні 2012 року народилася самка Нзурі — перша представниця цього підвиду жирафів, яка народилася в Польщі. У 2013 році групу поповнили 3 особини, народжені в період з серпня по грудень: самка Субіра, самець Іроко і самець Ніно.
У березні 2018 року у Вроцлавському зоопарку вперше в світі в неволі народився ведмежий кускус.
У Вроцлавському зоопарку проживає 90% світової популяції палаванських птахів-носорогів, які живуть у неволі. У серпні 2019 року на світ з'явилося четверте пташеня.
У 2018 і 2019 роках народилися самки, а в 2020 році — самець карибського ламантина. Навесні 2020 року народилося два золотистих такіна, розведенням яких займаються лише 13 зоопарків світу. У травні 2020 року народилася самка суматранського тигра. У червні народилося 2 білобородих антилопи гну, Вроцлавський зоопарк є єдиним у Польщі та одним із 28 зоопарків у всьому світі, де їх розводять. 15 вересня 2020 року народився двопалий лінивець. 26 листопада 2020 року на світ з'явився Філіппінська миша-олень - вроцлавський зоопарк першим у світі зняв на камеру народження представника цього виду. У зоопарку також вилупилися два балійських шпака, вид, який вважається вимерлим у дикій природі. В акваріумі Вроцлавського зоопарку народилося 4 оманських орлани, зоопарк у Вроцлаві є єдиним у Польщі, де їх розводять.
20 липня 2020 року втретє у Вроцлаві (попередньо у 2018 та 2019 роках) народився ведмежий кускус, якого можна зустріти лише в 4 зоологічних садах.

У січні 2021 року народилася самка індійського носорога, розведенням якої займаються лише 66 садів світу. 4 березня 2021 року народилася маленька сітчаста жирафа, дочка Імари та Рафікі на ім'я Інука. 16 травня народився африканський морський котик, його батьки Набі та Нельсон.

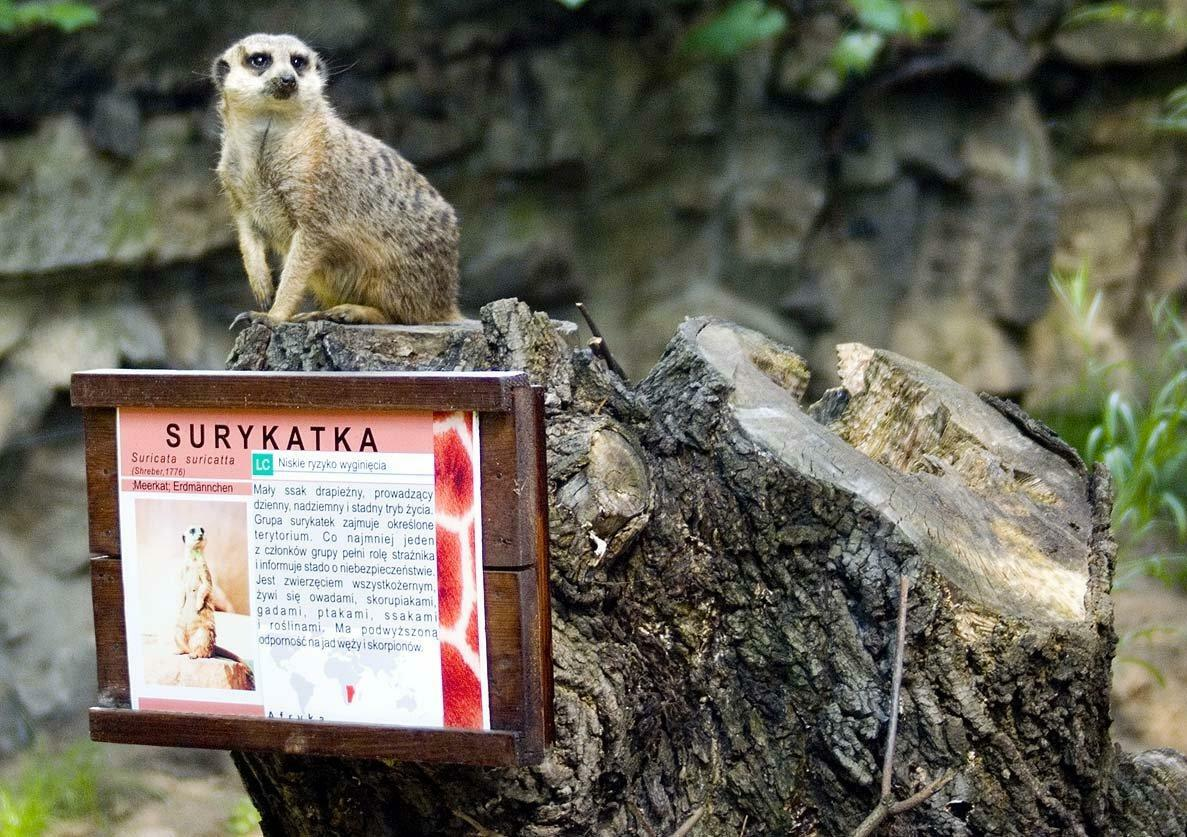
Сурикат
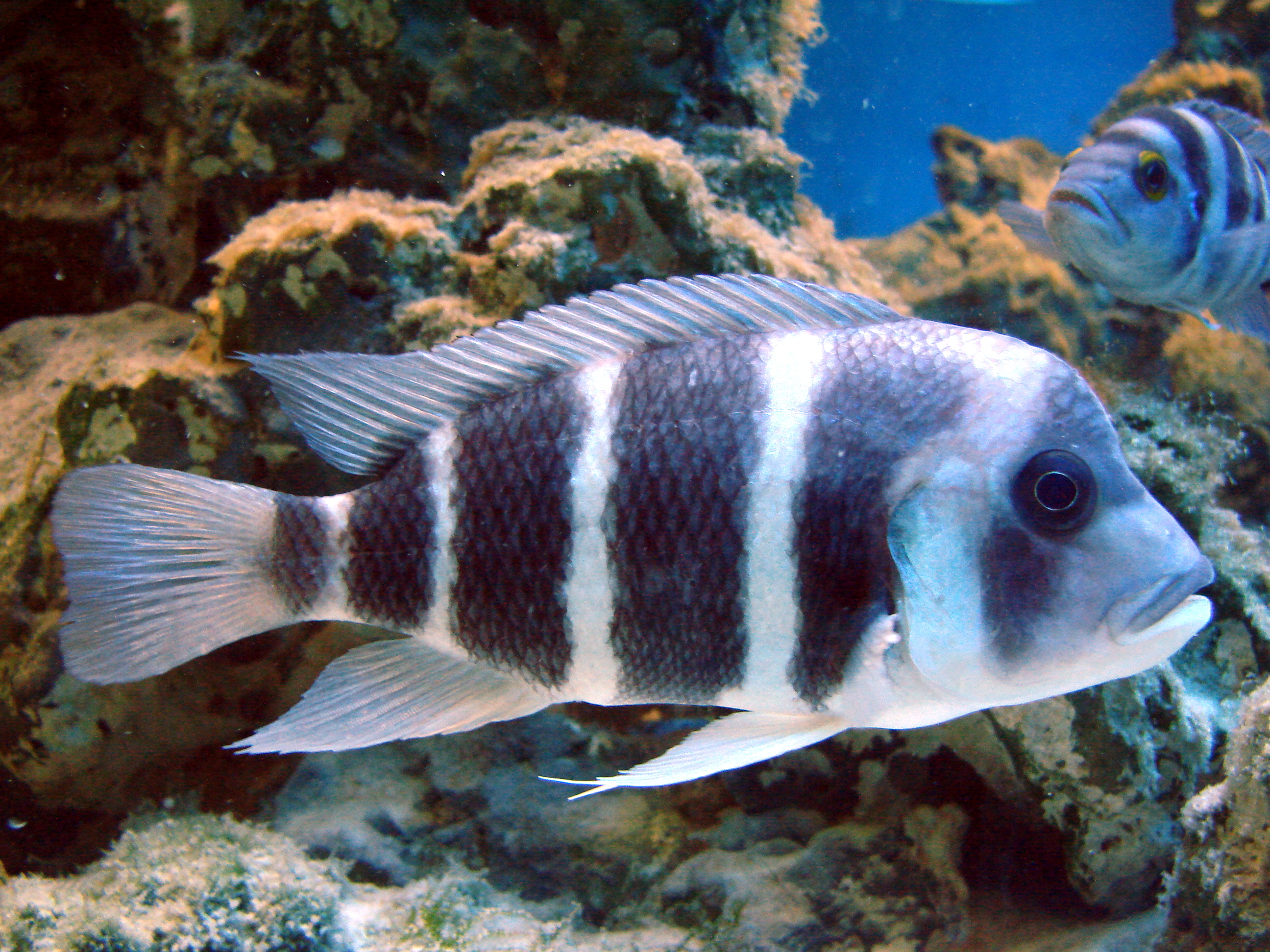
Вроцлавський зоопарк ( Cyphotilapia frontosa ) у Вроцлаві
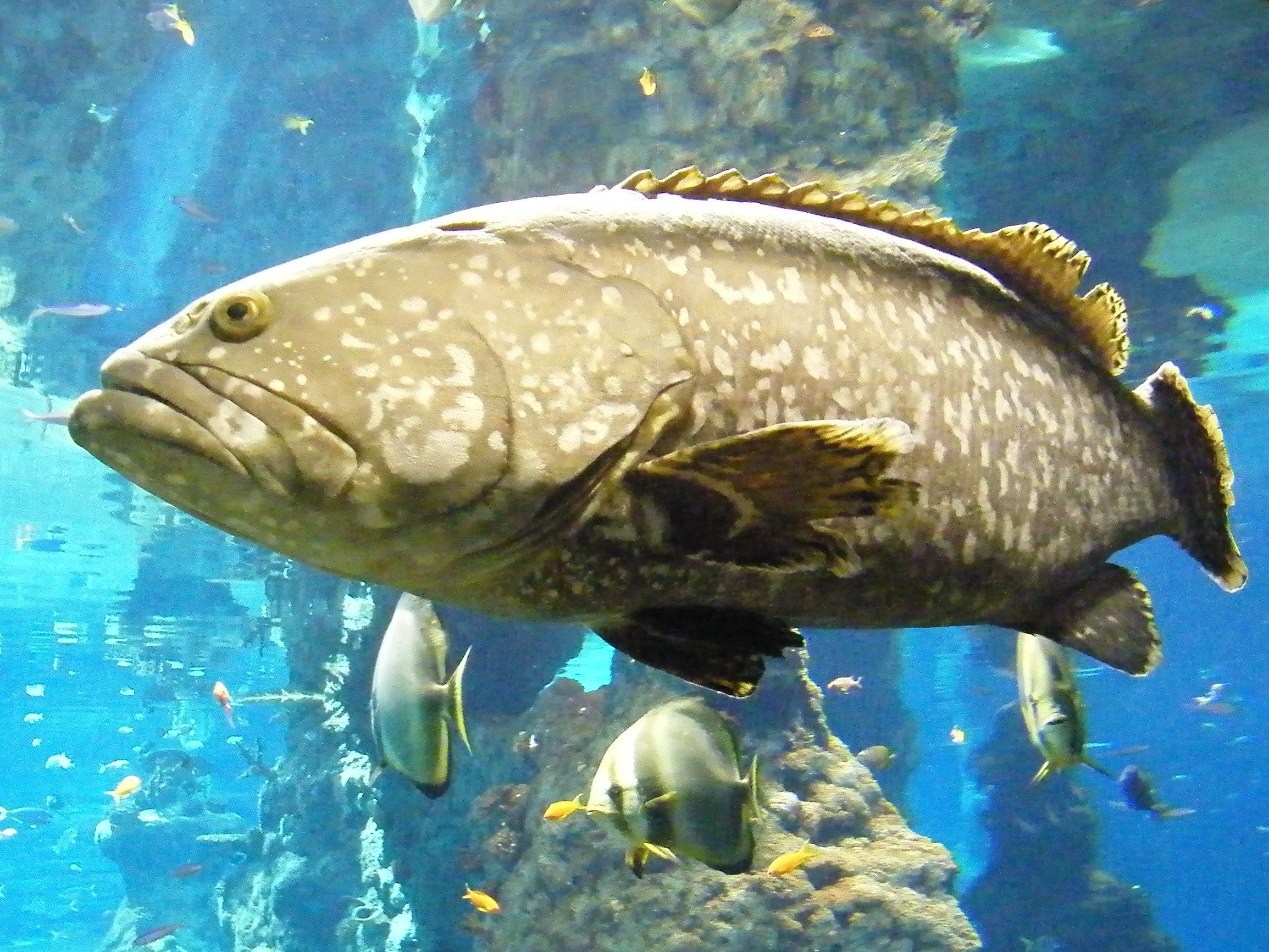
Ітайар Голіаф
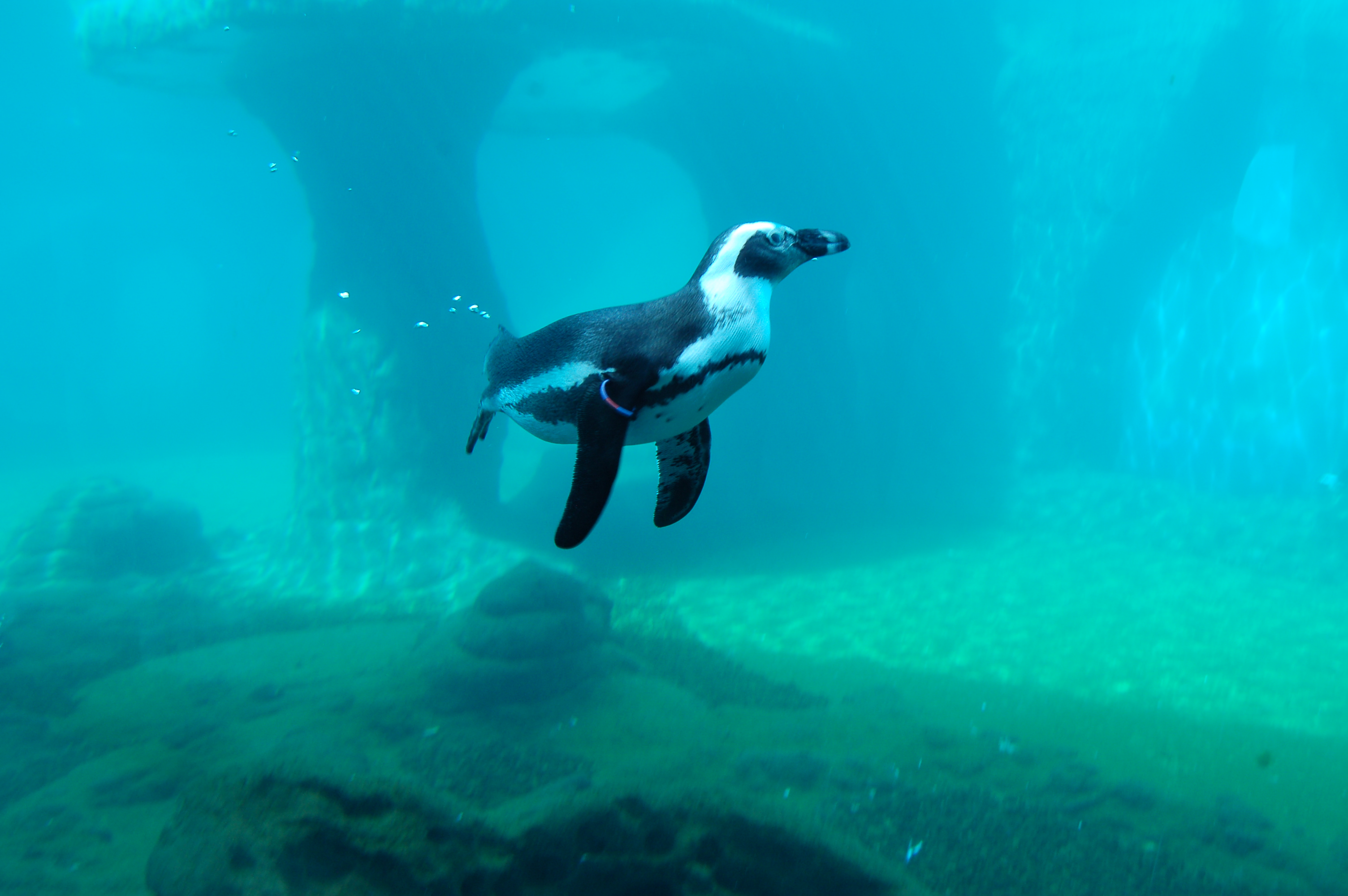
Пінгвін

## Нові об'єкти

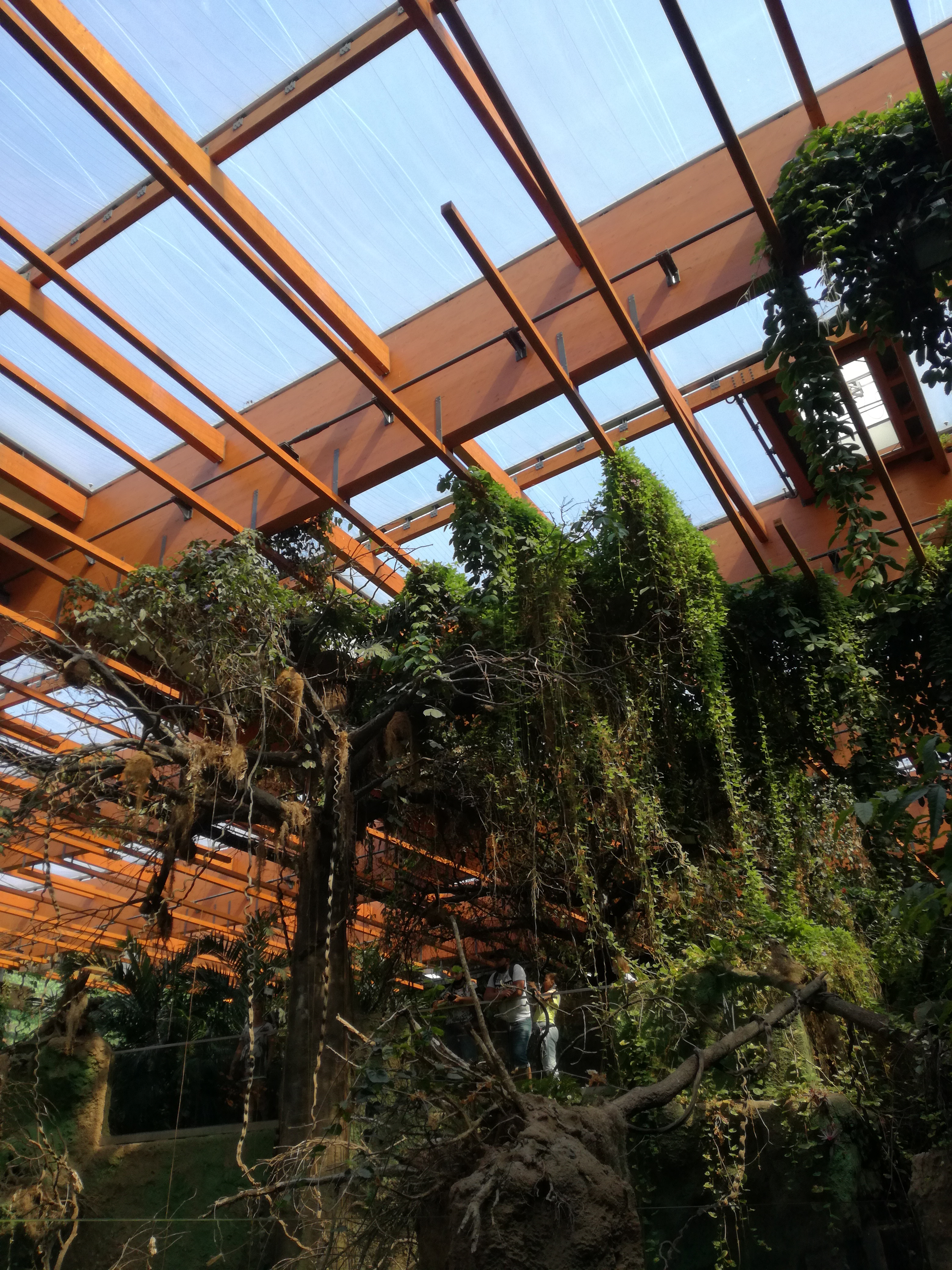
Тропічні рослини всередині Африкаріуму

- вольєр для бурих ведмедів - найбільший об'єкт такого типу в Польщі, площею близько 1,2 га
- вольєри для рисей і диких котів – відкрито в 2012 році, розташоване в європейській частині зоопарку
- Фокаріум – басейн об’ємом майже 1000 м³ із сучасною системою фільтрації та акриловими панелями, що дають можливість перегляду під водою
- Павільйон Тераї - будівля з відкритими вольєрами та кліткою, в якій живуть індійські носороги, шапочні гібони, мунтджеки та джеларанги
- Мадагаскарський павільйон - павільйон із залом вільних польотів і нічною експозицією, в якому представлена фауна і флора Мадагаскару (включаючи лемурів-йоржів, лемурів алаотра, мишачих лемурів, звичайних тенреків)
- Таємниці Сахари - будівля, де виставлені тварини найбільшої пустелі світу (зокрема, дромадери, фенек, довговухі степові їжаки, гундії, соболі шаблерогі, грифи цесарки, лівійські аруї)
- Пагода Гібонів – павільйон, введений в експлуатацію в 2008 році, займає пара білощоких гібонів і Філіппінська миша-олень.
- Білячий павільйон - відреставрована будівля старої насосної станції, де мешкає група білочкових саймірі - маленьких мавпочок з Південної Америки; Павільйон Саймірі та пагода Гібона з'єднані з островами, які є зовнішніми вольєрами для приматів
- Тераріум — будівля побудована в 1885 році, але її інтер'єр постійно змінюється; найхарактернішою з них є створення Varzei — тераріум із зображенням затопленого лісу Амазонки (2012) і будиночок метеликів (2008)
- Ранчо - продовження тваринного двору, де живуть шотландські поні, хафлінгери та осли Пуату
- Павільйон окапі та річкових свиней - будівля з трьома вуличними загонами та зимовим вигоном для окапі та відкритим загоном для річкових свиней
- одраріум
- Африкаріум - комплекс будівель з океанаріумом, в якому представлені африканські тварини

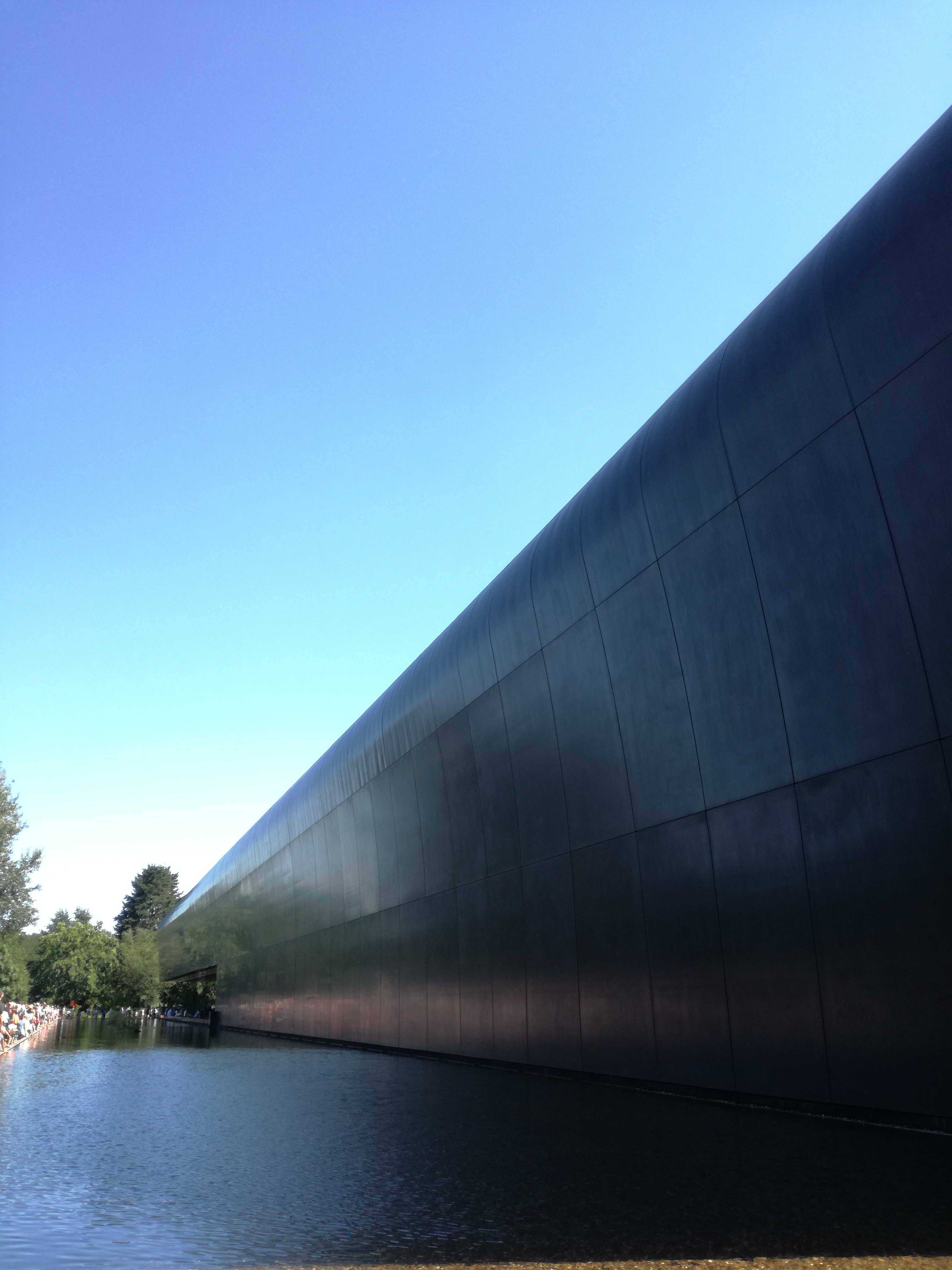
Африкаріум ззовні
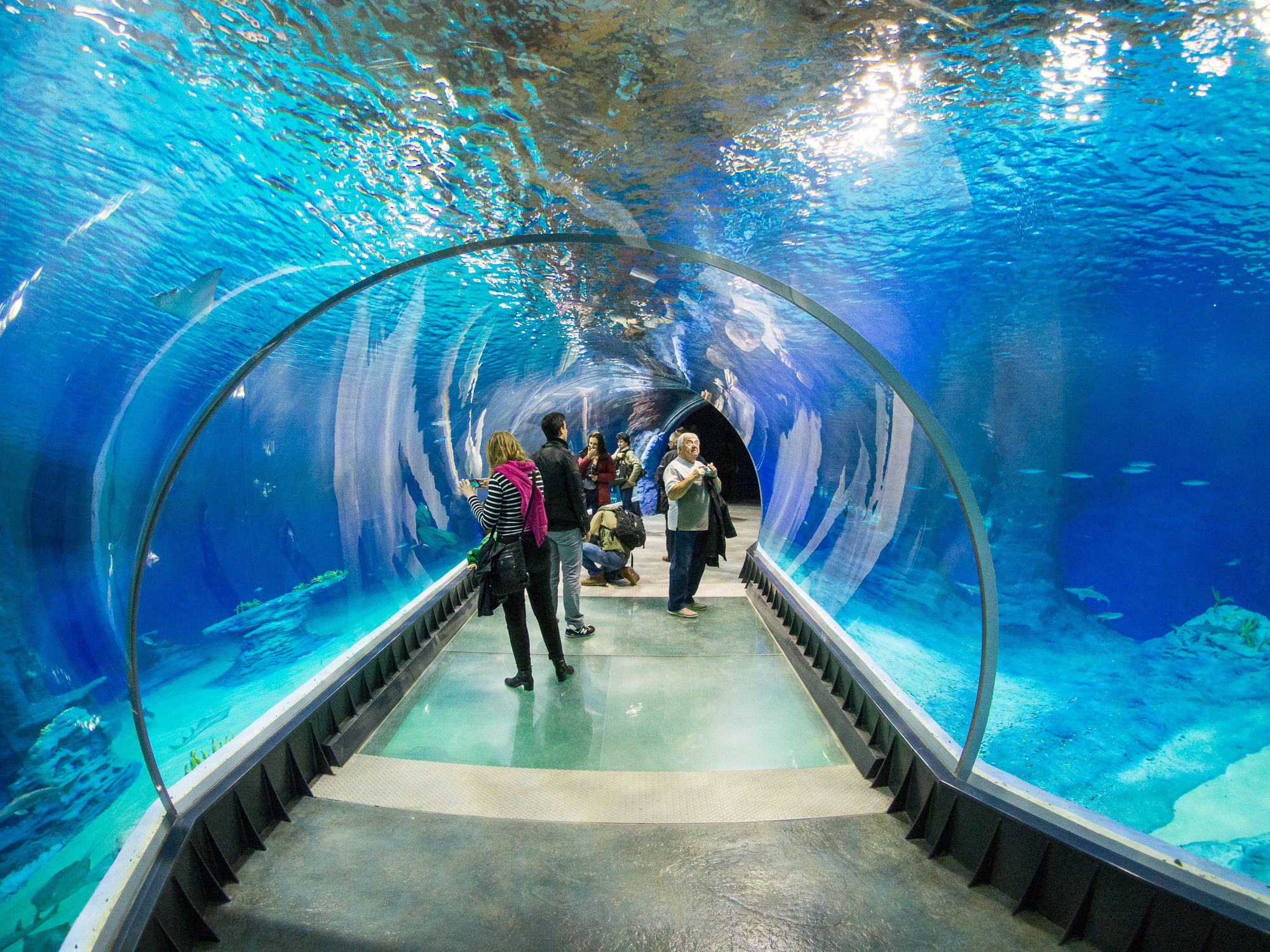
Підводний тунель Африкаріум
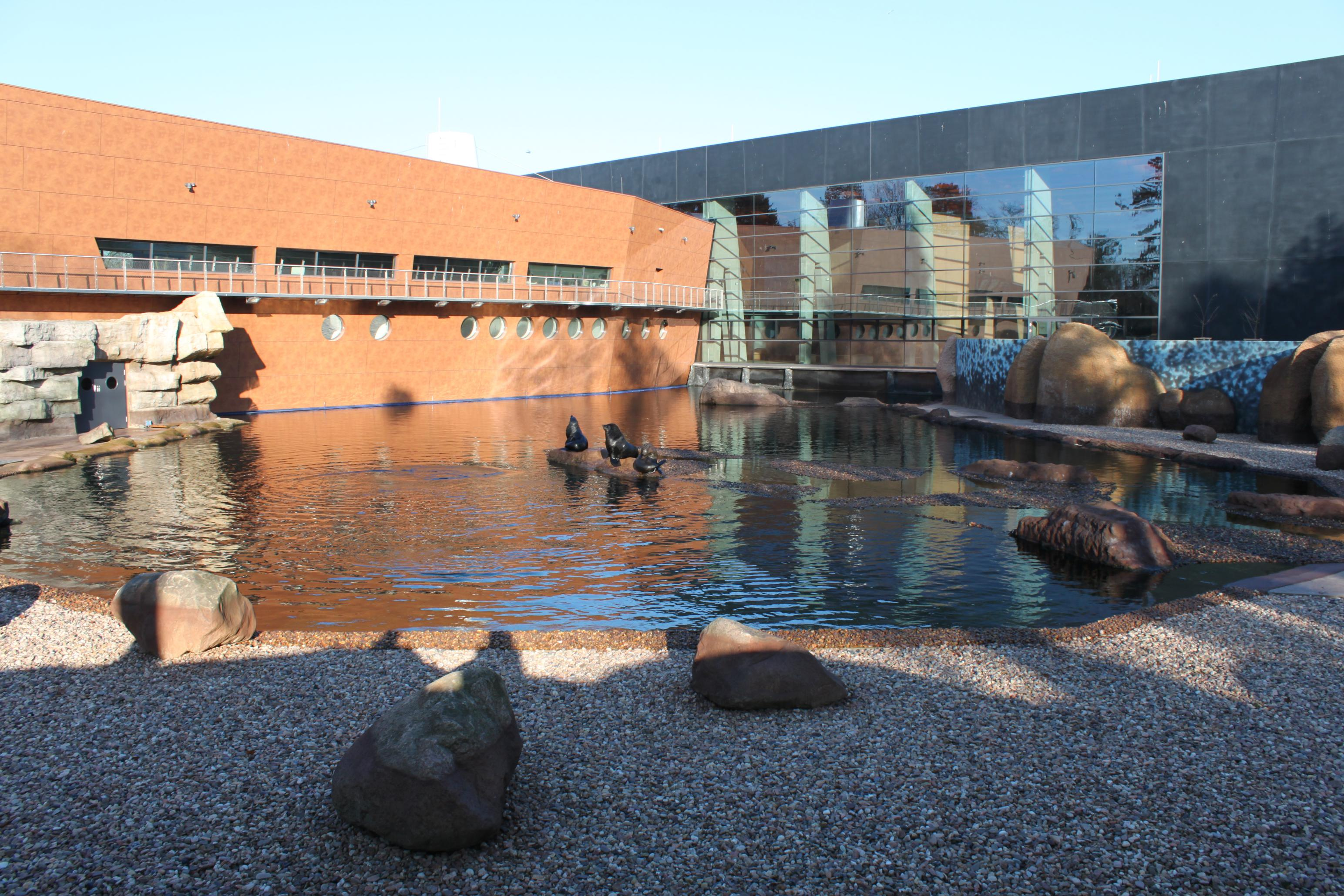
Подвір'я Африкаріуму
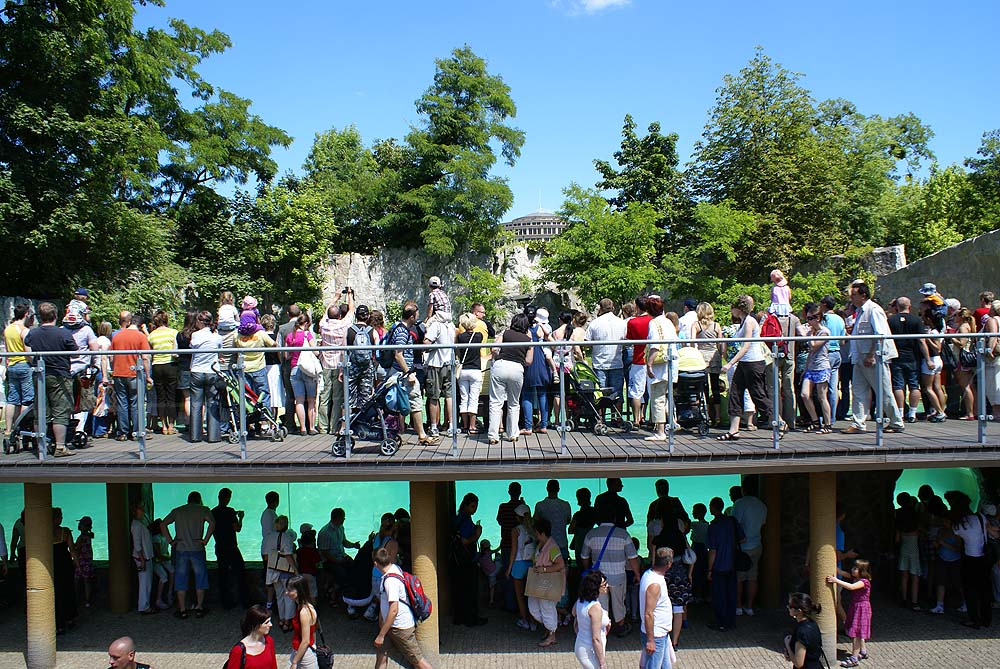
Фокаріум

## Нагороди
Сад введений в престижні асоціації - Всесвітню асоціацію зоопарків і акваріумів і Європейську асоціацію зоопарків і акваріумів.

## Вроцлавський зоопарк у культурі
- Вона присвятила Вроцлавському зоопарку оповідання під назвою «Ранок у зоопарку» (вперше опубліковано 1949) Марія Домбровська
- У 1971-2001 роках на національному телебаченні транслювалася популяризаційна програма про тварин із Вроцлавського зоопарку під назвою З камерою серед тварин

## Зовнішні посилання
- ZOO Wrocław. Wrocławski ogród zoologiczny (пол.).
- Torz, Marcin. Rusza duża przebudowa wrocławskiego ZOO. Onet.pl (пол.).